# Musculus pyramidalis nasi

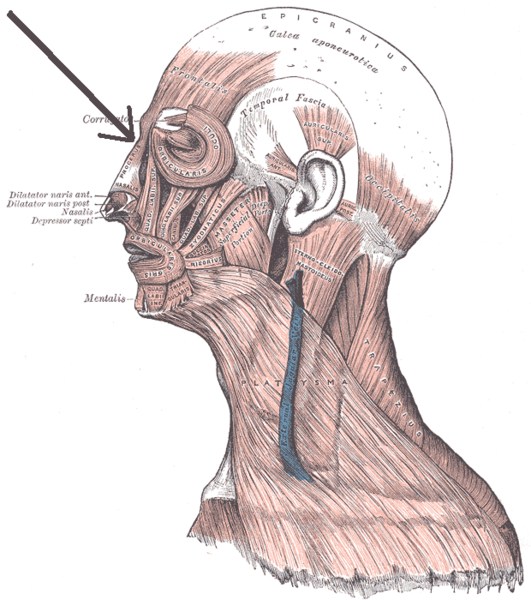
A fej (a nyíl mutatja az apró izmot)

A musculus pyramidalis nasi egy apró izom az ember orrán.

## Eredés, tapadás, elhelyezkedés
Az orrcsont (os nasale) alsó részéről az őt borító fasciáról ered. A homlok bőre alatt tapad a szemöldökök között.

## Funkció
Lefelé húzza a szemöldökök közti bőrt.

## Beidegzés, vérellátás
A nervus facialis ramus temporalis nervi facialis és a ramus zygomatici nervi facialis nevű ágai idegzik be. Leginkább az arteria facialis ramus angularis arteriae facialis nevű ága látja el vérrel.

## Külső hivatkozások
- Fül-orr-gége